# Tolschma
Die Tolschma (russisch То́лшма) ist ein rechter Nebenfluss der Suchona in den russischen Oblasten Kostroma und Wologda.
Die Tolschma entspringt in den Galitscher Höhen in der Oblast Kostroma.
Sie fließt in überwiegend nordwestlicher Richtung in die Oblast Wologda.
Schließlich erreicht sie das rechte Flussufer der Suchona bei Flusskilometer 331.
Die Tolschma hat eine Länge von 157 km. Sie entwässert ein Areal von 1540 km². 
Sie wird hauptsächlich von der Schneeschmelze gespeist.
Im April und im Mai führt der Fluss Hochwasser.
Zwischen Anfang November und Ende April ist sie eisbedeckt.
Zumindest früher wurde der Fluss zum Flößen genutzt.